# Ларс Ларссон (футболіст)
Ларс «Лассе» Ларссон (швед. Lars "Lasse" Larsson, 16 березня 1962, Треллеборг — 8 березня 2015, Мальме) — шведський футболіст, що грав на позиції нападника, зокрема за «Мальме» та національну збірну Швеції.

## Клубна кар'єра
У дорослому футболі дебютував 1979 року виступами за команду «ІФК Треллеборг», в якій провів два сезони, взявши участь у 49 матчах чемпіонату. 
Згодом з 1982 по 1984 рік грав за «Мальме», де його помітили скаути італійської «Аталанти», до якої він приєднався влітку 1984 року. В Італії не зумів заграти і, провівши за сезон три матчі Серії A, повернувся на батьківщину.
Протягом 1985–1991 років знову грав за «Мальме». У складі цієї команди двічі, у 1986 і 1988 роках, ставав чемпіоном Швеції, а 1987 року з 19-ма забитими голами ставав найкращим бомбардиром шведської футбольної першості.
Завершував ігрову кар'єру у команді «Треллеборг», за яку виступав протягом 1992—1993 років.

## Виступи за збірну
1984 року дебютував в офіційних матчах у складі національної збірної Швеції.
Загалом протягом чотирирічної кар'єри в національній команді провів у її формі 9 матчів, забивши 1 гол.
Помер 8 березня 2015 року на 53-му році життя у місті Мальме.
| Дата       | Місто     | Господарі | Результат | Гості          | Турнір            | Голи | Примітки |
| ---------- | --------- | --------- | --------- | -------------- | ----------------- | ---- | -------- |
| 6-6-1984   | Гетеборг  | Швеція    | 0 – 1     | Данія          | товариський матч  | -    | 78'      |
| 22-5-1985  | Гетеборг  | Швеція    | 1 – 0     | Норвегія       | товариський матч  | -    |          |
| 5-6-1985   | Стокгольм | Швеція    | 2 – 0     | Чехословаччина | Відбір до ЧС 1986 | 1    | 70'      |
| 21-8-1985  | Мальме    | Швеція    | 2 – 1     | Польща         | товариський матч  | -    | 74'      |
| 17-11-1985 | Та-Калі   | Мальта    | 1 – 2     | Швеція         | Відбір до ЧС 1986 | -    | 80'      |
| 1-5-1986   | Мальме    | Швеція    | 0 – 0     | Греція         | товариський матч  | -    | 71'      |
| 14-5-1986  | Зальцбург | Австрія   | 1 – 0     | Швеція         | товариський матч  | -    |          |
| 18-4-1987  | Тбілісі   | СРСР      | 1 – 3     | Швеція         | товариський матч  | -    | 88'      |
| 12-8-1987  | Осло      | Норвегія  | 0 – 0     | Швеція         | товариський матч  | -    | 75'      |
| Усього     |           | Матчів    | 9         |                | Голів             | 1    |          |

## Титули і досягнення
- Чемпіон Швеції (2):

«Мальме»: 1986, 1988
- Володар Кубка Швеції (2):

«Мальме»: 1984, 1986